# Bulan (Hautes-Pyrénées)
Bulan ist eine französische Gemeinde mit 59 Einwohnern (Stand 1. Januar 2022) im Département Hautes-Pyrénées in der Region Okzitanien (vor 2016: Midi-Pyrénées). Sie gehört zum Arrondissement Bagnères-de-Bigorre und zum Kanton La Vallée de l’Arros et des Baïses.
Die Einwohner werden Bulanais und Bulanaises genannt.

## Geographie
Die GemeindeBulan liegt in den Pyrenäen, circa elf Kilometer ostsüdöstlich von Bagnères-de-Bigorre und zwölf Kilometer südwestlich von Lannemezan  in der historischen Vizegrafschaft Nébouzan zwischen den ehemaligen Grafschaften Bigorre und Comminges.
Umgeben wird Bulan von den sieben Nachbargemeinden:
| Escots | Batsère                                     | Espèche |
| Asque  | Kompassrose, die auf Nachbargemeinden zeigt | Lomné   |
|        | Arrodets                                    | Laborde |

## Einwohnerentwicklung
Nach Beginn der Aufzeichnungen stieg die Einwohnerzahl bis zur zweiten Hälfte des 19. Jahrhunderts auf einen Höchststand von rund 505. In der Folgezeit sank bis heute die Größe der Gemeinde bei kurzen Erholungsphasen.
| Jahr      | 1962 | 1968 | 1975 | 1982 | 1990 | 1999 | 2006 | 2011 | 2022 |
| --------- | ---- | ---- | ---- | ---- | ---- | ---- | ---- | ---- | ---- |
| Einwohner | 151  | 135  | 110  | 111  | 93   | 81   | 70   | 61   | 59   |

## Sehenswürdigkeiten

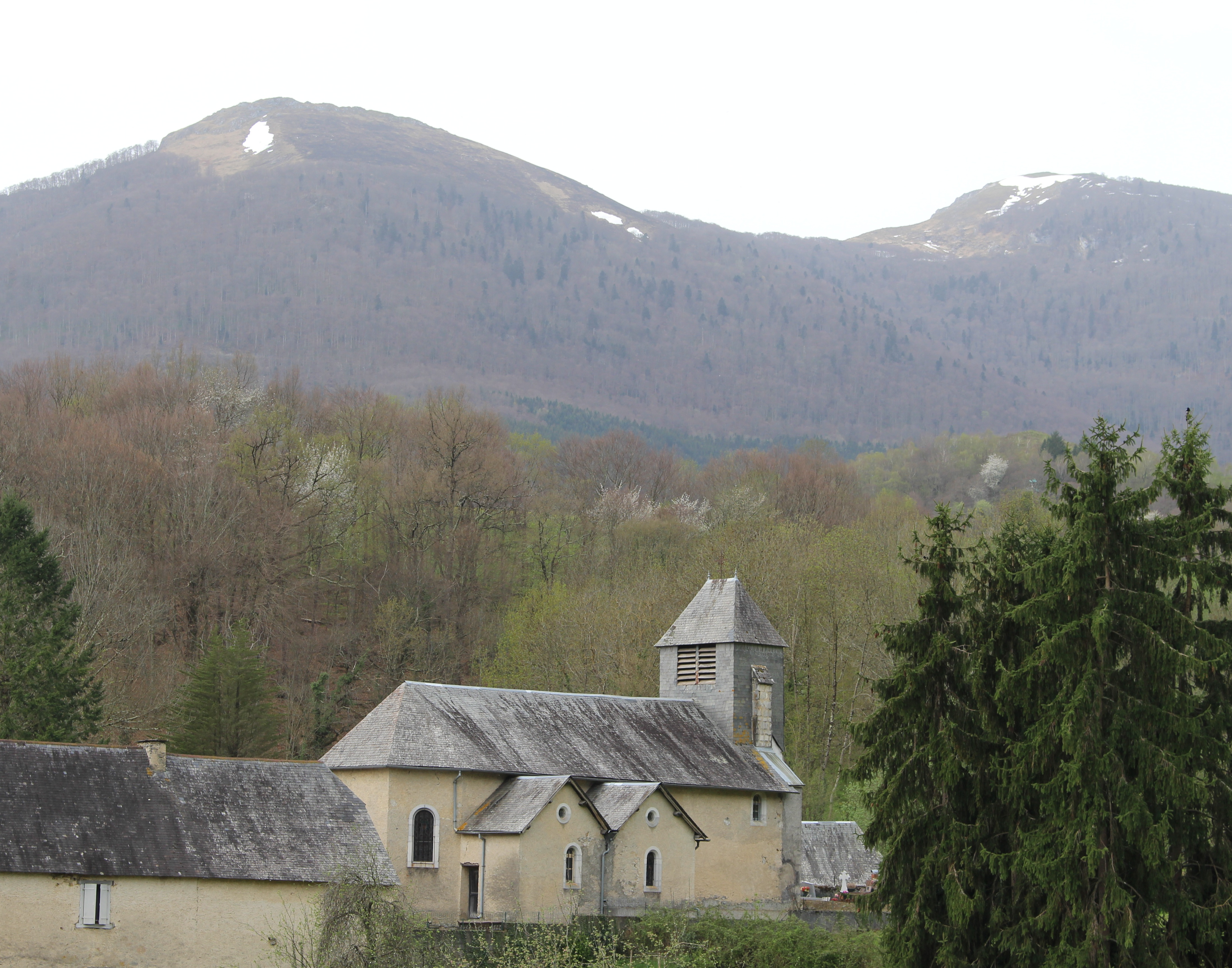
Pfarrkirche Saint-Blaise
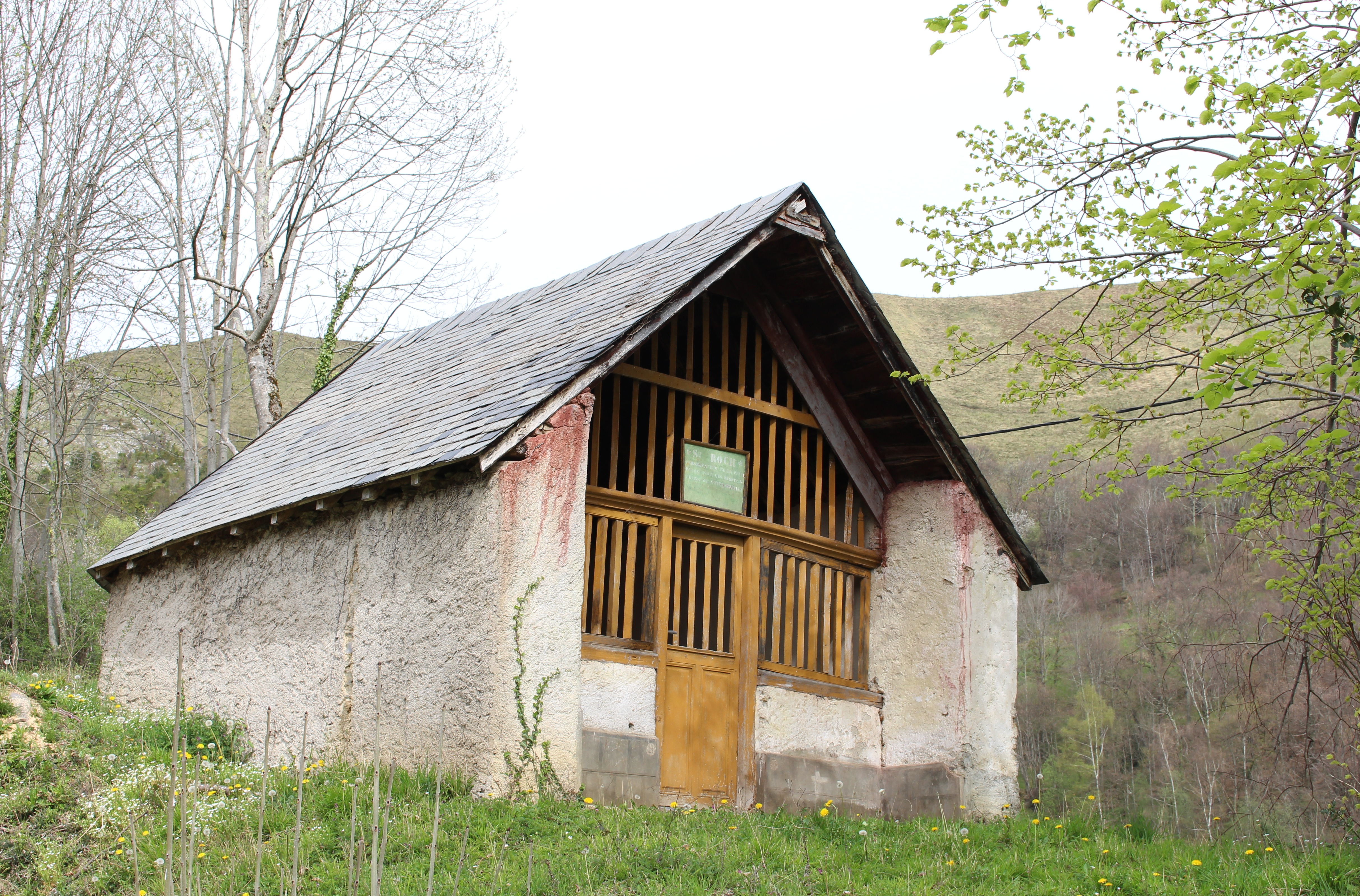
Kapelle Saint-Roch

- Pfarrkirche Saint-Blaise
- Kapelle Saint-Roch

## Wirtschaft und Infrastruktur
Bulan liegt in den Zonen AOC der Schweinerasse Porc noir de Bigorre und des Schinkens Jambon noir de Bigorre.

### Verkehr
Bulan ist erreichbar über die Routes départementales 26 und 82.